# Johann Thomas Ludwig Wehrs
Johann Thomas Ludwig Wehrs (* 18. Juli 1751 in Göttingen; † 26. Januar 1811 in Isernhagen) war ein deutscher Theologe, der dem Hainbund in Göttingen angehörte.

## Leben
Wehrs, Sohn eines Beamten, studierte 1769 bis 1775 an seinem Geburtsort evangelische Theologie. Er hatte sich Kenntnisse der französischen, englischen und italienischen Sprache angeeignet, was ihn zur Mitgliedschaft in dem 1772 gegründeten Hainbund in Göttingen empfahl. Nur ein von ihm stammendes Gedicht wurde 1777 im Göttinger Musenalmanach veröffentlicht. Der Dichter Ludwig Hölty starb 1776 in Hannover in seinen Armen, als Wehrs dort 1775 bis 1779 Hauslehrer war. 1780 wurde er Pastor an St. Nikolai in Kirchhorst bei Hannover, 1788 in Isernhagen.
Der Jurist Georg Friedrich Wehrs war sein Bruder. Seine Schwester Dorothea Wehrs († 18. Juni 1808) heiratet den Rechtswissenschaftler Georg August Spangenberg, sie schrieb als Lyrikerin ebenfalls für den Hainbund, teilweise unter dem Pseudonym Aemilia.